# Du ler med vita tänder
"Du ler med vita tänder" är en dikt av Erik Axel Karlfeldt, publicerad 1898 i diktsamlingen Fridolins visor och andra dikter. Trots författarens ungdom uttrycker dikten en silverbröllopsstämning.